# Leo Samet

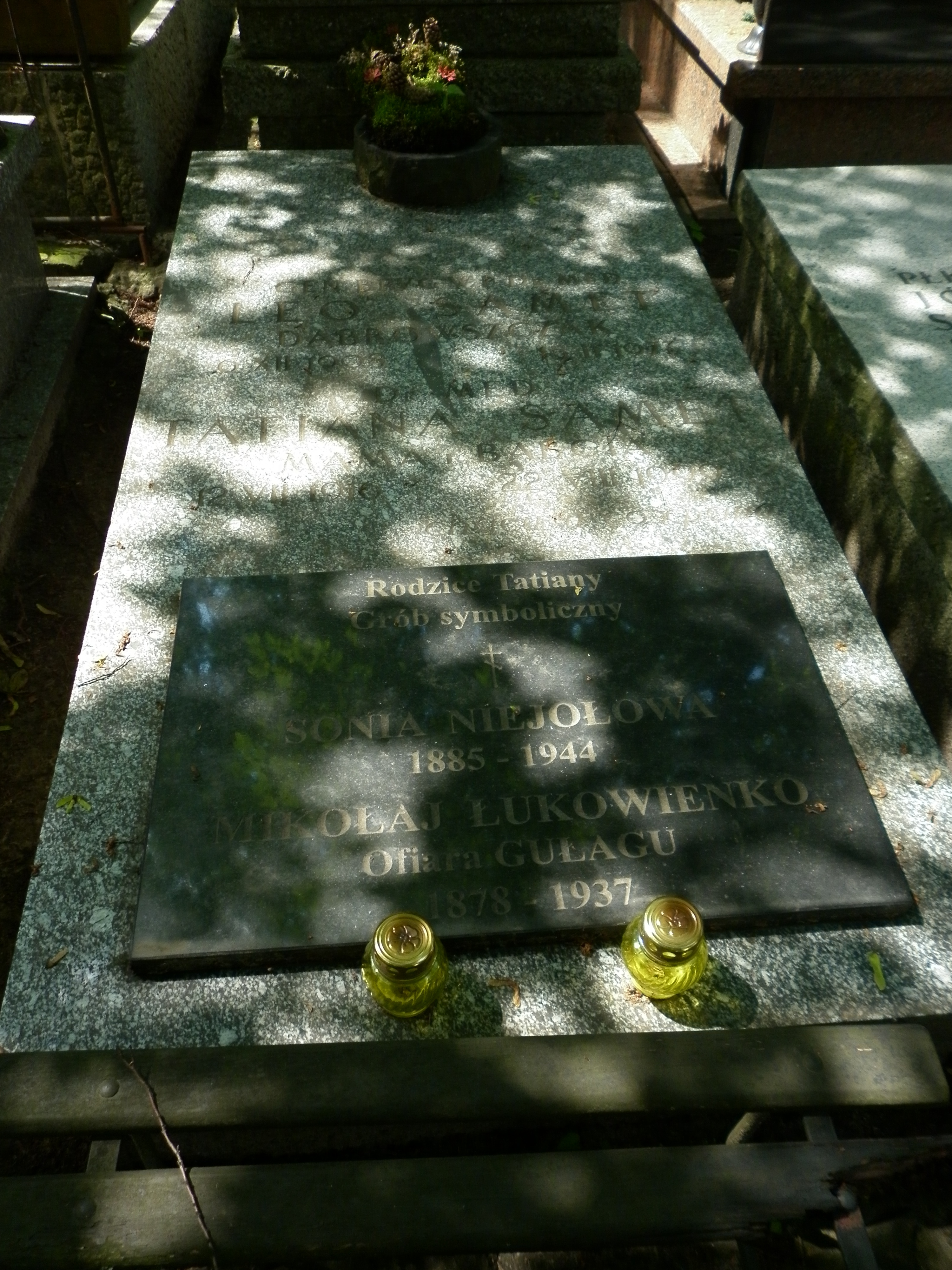
Grób Leo Sameta na Cmentarzu Wojskowym na Powązkach

Leo Samet (ur. 6 grudnia 1908 w Borysławiu, zm. 15 lutego 1973 w Warszawie) – generał brygady WP, lekarz, działacz komunistyczny, szef Departamentu Służby Zdrowia MON od 1949.
Syn żydowskiego kupca Szai i Róży z d. Garfunkiel. Po ukończeniu gimnazjum w Borysławiu 1926 studiował medycynę w Pradze do 1933, po czym uzyskał dyplom doktora medycyny. W styczniu 1937 wyjechał do Hiszpanii jako sanitariusz Brygad Międzynarodowych, m.in. komendant szpitala dywizyjnego i szef oddziału ewakuacyjnego Szpitala Bazy Armii Ebro. Ranny podczas walk k. Brunete. 9 lutego 1939 wraz z wojskami republikańskimi przekroczył granicę z Francją i został internowany. Przebywał w obozie internowania najpierw we Francji, później w Algierii, gdzie wstąpił do Komunistycznej Partii Algierii.
W maju 1943 wyjechał do ZSRR, a we wrześniu 1943 wstąpił do armii Berlinga jako lekarz szpitala dla polskich żołnierzy w Moskwie. Na początku lutego 1944 został starszym lekarzem batalionu szturmowego. Od listopada 1944 zastępca Służby Zdrowia WP ds. polityczno-wychowawczych, a w lipcu 1945 został zastępcą szefa Departamentu Służby Zdrowia MON ds. polityczno-wychowawczych. Szef tego departamentu od 28 XII 1949. Od lipca 1952 generał brygady.
W styczniu 1958 został szefem Misji Polskiej w Komisji Nadzorczej Państw Neutralnych w Korei (do maja 1960). Od maja 1961 delegat MON przy Zarządzie Głównym PCK. Po przejściu zawału w kwietniu 1968 przeniesiony na emeryturę na początku sierpnia 1968.
Zmarł w wyniku choroby nowotworowej. Pochowany na Cmentarzu Wojskowym na Powązkach (kwatera A14-5-26).

## Odznaczenia
- Order Sztandaru Pracy II klasy
- Order Virtuti Militari V klasy
- Krzyż Oficerski Orderu Odrodzenia Polski
- Order Krzyża Grunwaldu III klasy
- Krzyż Partyzancki
- Medal 10-lecia Polski Ludowej
- Order Czerwonej Gwiazdy (ZSRR)
- Złota odznaka honorowa „Za Zasługi dla Warszawy” (1966)[2]